# Šoval
Šoval (hebrejsky שׁוֹבָל‎,v oficiálním přepisu do angličtiny Shoval) je vesnice typu kibuc v Izraeli, v Jižním distriktu, v Oblastní radě Bnej Šim'on.

## Geografie
Leží v nadmořské výšce 206 metrů v severní části pouště Negev. Jde o aridní oblast, která ale díky trvalému zavlažování má místy v okolí kibucu ráz zemědělsky využívané oázy. Krajina má mírně zvlněný reliéf, kterým prostupují četná vádí, náležející do povodí vádí Nachal Grar.
Obec se nachází 31 kilometrů od břehu Středozemního moře, cca 74 kilometrů jižně od centra Tel Avivu, cca 61 kilometrů jihozápadně od historického jádra Jeruzalému a 18 kilometrů severoseverozápadně od města Beerševa. Šoval obývají Židé, přičemž osídlení v tomto regionu je etnicky smíšené, protože východním a jihovýchodním směrem začínají pouštní oblasti se silným zastoupením arabské (respektive beduínské) populace, zejména lidnaté město Rahat, které leží jen 1 kilometr odtud.
Šoval je na dopravní síť napojen pomocí lokální silnice 264.

## Dějiny
Šoval byl založen v roce 1946. Vznikl v říjnu 1946 v rámci masivní osidlovací operace 11 bodů v Negevu, kdy bylo během jediného dne zřízeno v jižní části tehdejší mandátní Palestiny jedenáct nových židovských osad. Zakladateli kibucu byla skupina mládeže sdružená do kolektivu Ejlat (אילת), která se zformovala v roce 1944 ve městě Netanja. Byla napojená na mládežnické sionistické hnutí ha-Šomer ha-Ca'ir. K nim se připojili i židovští imigranti, kteří dorazili na lodi Patria, a Židé z Afriky.
Koncem 40. let měl kibuc 20 obyvatel a rozlohu katastrálního území 1 650 dunamů (1,65 kilometr čtverečního).
Vesnice je pojmenován je podle biblické postavy Šóbala, zmiňovaného v První knize kronik 1,38 V obci funguje škola, plavecký bazén a sportovní areály.

## Demografie
Obyvatelstvo kibucu je sekulární. Podle údajů z roku 2014 tvořili naprostou většinu obyvatel v Šoval Židé (včetně statistické kategorie "ostatní", která zahrnuje nearabské obyvatele židovského původu ale bez formální příslušnosti k židovskému náboženství).
Jde o menší obec vesnického typu s dlouhodobě stagnující populací. K 31. prosinci 2014 zde žilo 632 lidí. Během roku 2014 populace klesla o 0,3 %.
| Rok            | 1948 | 1961 | 1972 | 1983 | 1995 | 2001 | 2003 | 2004 | 2005 | 2006 | 2007 | 2008 | 2009 | 2010 | 2011 | 2012 | 2013 | 2014 |
| -------------- | ---- | ---- | ---- | ---- | ---- | ---- | ---- | ---- | ---- | ---- | ---- | ---- | ---- | ---- | ---- | ---- | ---- | ---- |
| Počet obyvatel | 57   | 393  | 502  | 526  | 513  | 496  | 541  | 566  | 570  | 575  | 580  | 569  | 612  | 627  | 557  | 643  | 634  | 632  |